# Florián Zimmerman
Florián Zimmerman (1901–1959) byl český kuchař, šéfkuchař hotelu Alcron a vedoucí české kuchyně na Expu 1958.

## Život
Vyučil se v pražské restauraci U Choděrů na Národní třídě. Praxi získával v restauracích v Paříži a Londýně, posléze pracoval několik let v USA. Zpět do Prahy ho v roce 1932 na základě doporučení ze zahraničí pozval Alois Krofta, první majitel nově otevřeného hotelu Alcron. V Alcronu byl šéfkuchařem několik let včetně německé okupace, kdy v hotelu připravoval převážně německou, ale i českou a americkou kuchyni.
V roce 1937 se oženil, v roce 1941 se manželům narodil syn Karel. Jeho žena byla posléze kvůli židovskému původu nacisty odsunuta do Terezína. Florián se odmítl rozvést, v roce 1944 byl zatknut gestapem a zbytek války strávil v polském vězení. Po válce se vrátil k pozici šéfkuchaře v Alcronu.
Na Expu 58 v Bruselu vedl kuchyni Československého pavilonu, který získal 1. cenu. Československá vláda ho v rámci příprav vyslala na dvouletou cestu po Francii, Itálii a Švýcarsku, kde měl pracovat na stážích v restauracích a čerpat inspiraci.

## Odkaz
V roce 2023 se tři šéfkuchaři z pražského vzdělávacího centra Ambiente UM, Jiří Horák, Tomáš Valkovič a František Skopec, rozhodli nastudovat a představit veřejnosti degustační menu o třinácti chodech na základě Zimmermanových receptů z výstavy Expo 1958.